# Quintuplet-cluster
De Quintuplet-cluster is een compacte sterrenhoop van massieve jonge sterren die gelegen is op een afstand van ongeveer 100 lichtjaar van het  Galactisch centrum. Door de aanwezigheid van stof- en gasdeeltjes wordt de zichtbaarheid van de cluster zeer beperkt en daarom wordt hij geobserveerd door straling in het Röntgen-, infrarood- of radiogolfgebied.
De leeftijd van de Quintuplet-cluster wordt geschat op ongeveer 4 miljoen jaar en heeft massa van meer dan 10.000 keer die van de zon. De cluster bevat tevens de Pistoolster, een van de helderste sterren in de Melkweg, die mogelijk binnen 1 tot 3 miljoen jaar een supernova kan worden.